# Leon de Tripoli

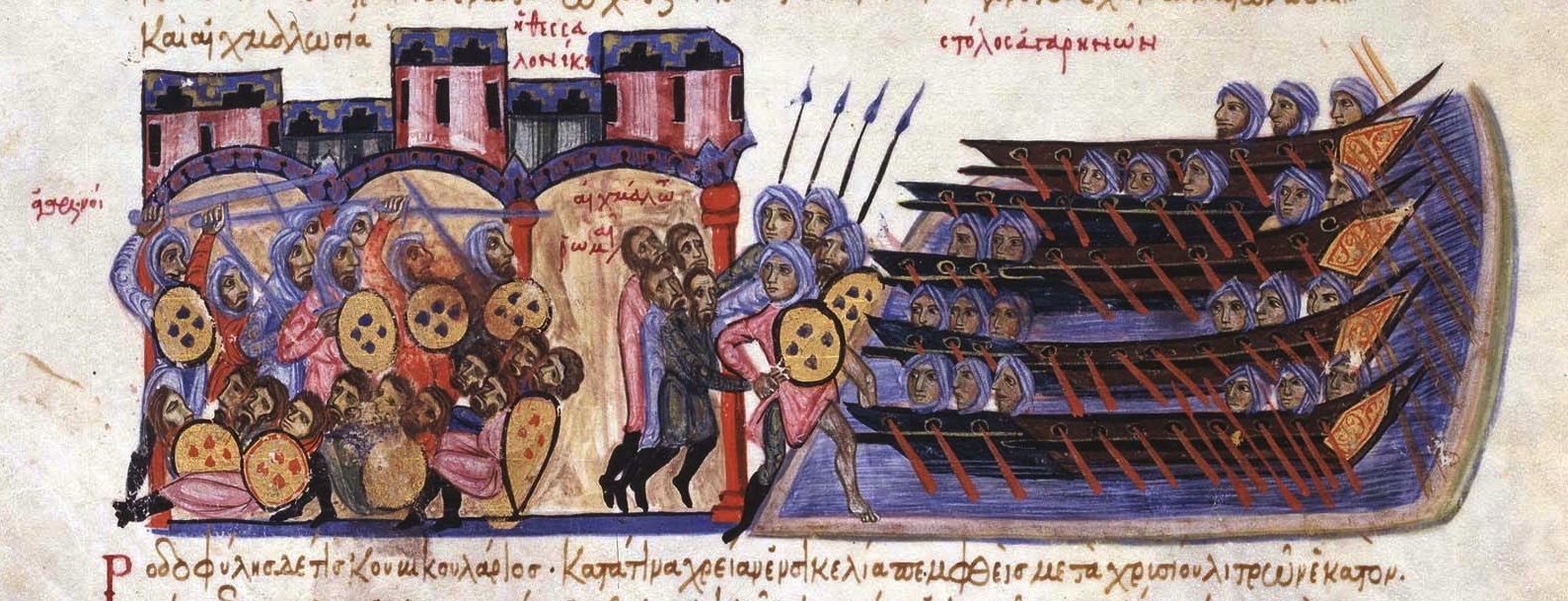
Prădarea Salonicului în 904, conform manuscrisului de la Madrid al cronicii lui Ioan Skylitzes.

Leon de Tripoli (în limba greacă:Λέων ὸ Τριπολίτης) a fost un grec convertit la islam la începutul secolului al XI-lea, care a servit ca pirat și a luptat alături de arabi împotriva bizantinilor.
Leon s-a născut în Attaleia (sau în apropierea acestuia), capitala "themei" bizantine Cibyrrhaeon și fost capturat în urma unui raid al arabilor. În captivitate fiind, el s-a convertit la Islam și și-a pus experiența sa maritimă în slujba răpitorilor. Numele său în limba arabă era de Rašiq al-Wardāmī, însă el este mai degrabă cunoscut în sursele arabe după porecla sa de Ġulām Zurāfa, "sclavul lui Zurafa", în mod evident numele primului său stăpân musulman. Potrivit bizantinistului Alexander Vasiliev, termenul de Wardāmī poate ilustra faptul că Leon ar fi fost un mardait.
La 31 iulie 904, Leon a prădat Antâliya, marele oraș bizantin Salonic, eliberând 4.000 de musulmani aflați prizonieri acolo și capturând 60 de vase; evenimentul este descris cu lux de amănunte de către Ioan Kaminiates. În 907, adunând o flotă din Tarsus și Laodicea, el a navigat până la Dardanele, amenințând direct însuși Constantinopolil. În mai 912, Leon și camaradul său, Damian de Tarsus (de asemenea, apostat) l-au înfrânt pe amiralul Himerios, logothet-ul drom-ului, ca represalii la atacul acestuia asupra arabilor din Cipru. În fine, în 923, flota imperială bizantină de sub comanda patrikios-ului Ioan Rhadenos a zdrobit flota lui Leon în largul insulei Lemnos. După acest eveniment, Leon nu mai este consemnat, existând posibilitatea să fi căzut în această din urmă confruntare.